# Monocystis clymenellae
Monocystis clymenellae is een soort in de taxonomische indeling van de Myzozoa, een stam van microscopische parasitaire dieren. Het organisme komt uit het geslacht Monocystis en behoort tot de familie Monocystidae. Monocystis clymenellae werd in 1897 ontdekt door Porter.